# Uwierz
Uwierz – ballada zespołu Ira pochodząca z ich siódmej studyjnej płyty zatytułowanej Ogień. Utwór zamieszczony został na dziesiątej pozycji, trwa 2 minuty i 57 sekund, prócz "Intra" wraz z utworem "Venus" są najkrótszymi utworami znajdującymi się na płycie.
Utwór jest drugą po utworze "Nie ma niepotrzebnych" balladą rockową znajdująca się na płycie. Ma łagodniejsze rockowe melodyjne brzmienie. Tekst do utworu napisali basista Piotr Sujka oraz Wojciech Byrski, natomiast kompozytorami utworu są menedżer Mariusz Musialski oraz Piotr Sujka. Utwór był sporadycznie grany na koncertach promujących płytę. Obecnie nie jest grany na koncertach.

## Muzycy
- Artur Gadowski – śpiew, chórki
- Wojciech Owczarek – perkusja
- Piotr Sujka – gitara basowa, chór
- Sebastian Piekarek – gitara elektryczna, chór
- Maciej Gładysz – gitara elektryczna
- Marcin Bracichowicz – gitara elektryczna